# Sines-Raffinerie
Die Sines-Raffinerie (portugiesisch: Refinaria de Sines) ist eine portugiesische Raffinerie der Galp, welche sich östlich der Hafenstadt Sines befindet. Sie ist die größere der zwei portugiesischen Raffinerien, wobei auch die kleinere Raffinerie Matosinhos von der Galp betrieben wird.

## Geschichte
Die Raffinerie ging 1978 in Betrieb. 2012 wurde die Raffinerie um einen Hydrocracker, einen Steamreformer zur Wasserstoffgewinnung und eine Schwefelrückgewinnung ergänzt.
Im Frühjahr 2020 musste die Raffinerie aufgrund von zu hohen Lagerbeständen durch die Corona-Krise einen Monat heruntergefahren werden.

## Technische Daten
Die Sines-Raffinerie gehört zu den mittelgroßen und mittelkomplexen Raffinerien.
Die Raffinerie besteht aus 34 Prozessanlagen, welche sich über eine Fläche von 320 Hektar verteilen.

### Verarbeitungsanlagen
- Atmosphärische Destillation
- Vakuum-Destillation
- Fluidised Catalytic Cracking
- Hydrocracker
- Steamreformer
- Entschwefelungsanlagen
- Reformer
- Merox
- Isomerisierung
- Alkylierung
- Schwefelrückgewinnung